# Esteban Paluzíe
Esteban Paluzie y Cantalozella (Olot, 26 de enero de 1806-Barcelona, 9 de julio de 1873) fue un paleógrafo, pedagogo y anticuario liberal español.

## Biografía
Tras cursar estudios de maestro en Valencia, Paluzíe abrió su primer colegio en Barberá del Vallés, desde donde pasó a Sabadell y posteriormente a Valencia, donde tuvo que refugiarse debido a la persecución a la que era sometido por razón de sus ideales liberales.
El 1840 volvió a Barcelona, donde abrió una escuela que contó con los mejores métodos de enseñanza. Cuatro años después fundó el diario El Pregonero (que cambió luego el nombre por el de El Avisador Barcelonés y más tarde por el de El Barcelonés).

En 1845 empezó a publicar El Instructor de la Juventud y fundó luego una editorial destinada a la impresión de libros para enseñanza primaria, tarea que le hizo decidir a cerrar la escuela. Regaló, en 1856, una colección de cuadros paleográficos a la Escuela de Diplomática, le fue concedida la Cruz de Carlos III y le nombraron miembro correspondiente de la Academia de la Historia.

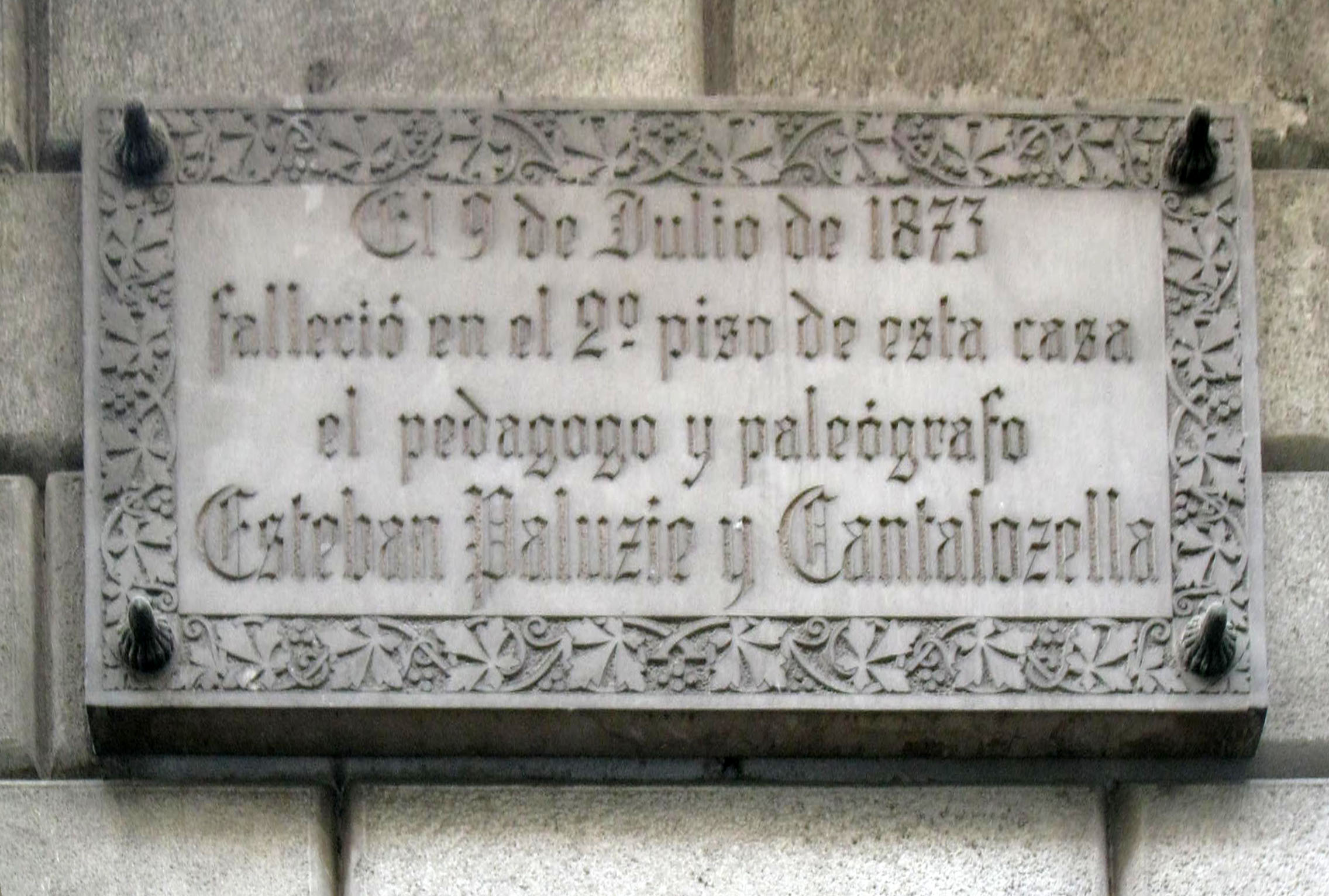
Placa de la calle de la Condesa de Sobradiel, 6 bis, de Barcelona, donde murió Esteban Paluzíe

Era miembro de diversas entidades científicas nacionales y extranjeras, y ejerció el cargo de inspector de antigüedades de Valencia, Aragón y Cataluña.
De las numerosas obras que publicó, cabe destacar: Elementos de aritmética mercantil (1832); Tratado de urbanidad (1839) —que se reeditó varias veces—; La taquigrafía al alcance de todos (1844); Silabario intuitivo (1867); y Olot, super comarca, sobre extinguidos volcanes (1860), y Blasones españoles y apuntes históricos de las 49 capitales de provincia (1869). Su gran éxito editorial fue la obra Paleografía española, que constituye una aportación importante, por los difíciles procedimientos de reproducción de los que se tuvo que valer.
Se le reconoce la reinstauración de la Fiesta Mayor olotina, a mediados del siglo XIX.

## La familia Paluzíe
Esteban Paluzíe y Cantalozella fue padre de Faustino Paluzíe (1833-1901) —editor de Barcelona, relevante en el campo de los libros educativos y para niños—; abuelo de José Paluzíe y Lucena (1860-1938) —ingeniero, esperantista y destacado escritor y problemista de ajedrez—, y bisabuelo de Antonio Paluzíe y Borrell (Barcelona, 1899-1984) —astrónomo y divulgador científico de temas astronómicos—, de Jesús Paluzíe y Borrell —farmacéutico, químico e impulsor del georgismo y del esperanto en Barcelona— y de Mercedes Paluzíe y Borrell, pintora y escritora de libros infantiles y para niñas adolescentes bajo el seudónimo Florencia de Arquer. También es descendiente suyo la economista Elisenda Paluzie.